# Șervețel

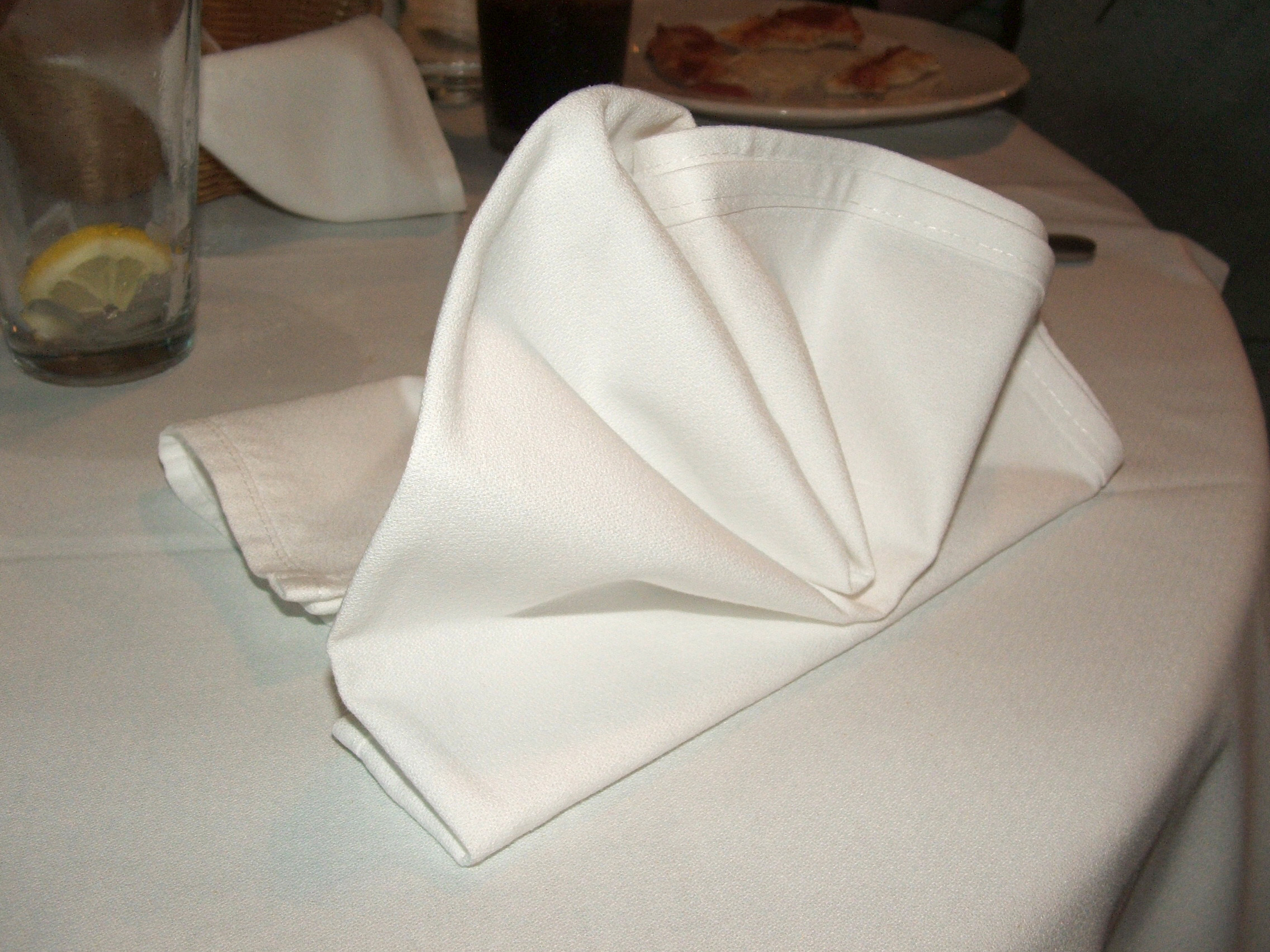
Şerveţel din pânză, pliat

Șervețelul este o bucată dreptunghiulară sau pătrată din pânză sau hârtie subțire, care servește la ștersul mâinilor și a gurii, în timpul unei mese. Este de obicei mic și pliat. Poate fi depozitat într-un suport pentru șervețele.